# برينميون
البرينميون (تلفظ لاتيني: [prae̯'noː.mɛn]) كان اسم شخصي اختاره والدا الطفل الروماني. وقد تم منحه لأول مرة في يوم التطهير (يوم من ليستريتو)، في اليوم الثامن بعد ولادة فتاة، أو في اليوم التاسع بعد ولادة صبي. ومن ثم سيتم منح البرينميون رسمياً للمرة الثانية عندما تتزوج الفتيات، أو عندما يرتدي الأولاد التوجة قبل الوصول إلى الرجولة. على الرغم من أنها كانت الأقدم في اسم تيرا نومينيا الشائع الاستخدام في اصطلاحات التسمية الرومانية، إلا أن البرينميون الأكثر تكرارا كان شائع إلى حد كبير لدرجة أن معظم الناس تم استدعاءهم من خلال البرينميون فقط من قبل العائلة أو الأصدقاء المقربين. لهذا السبب، على الرغم من استمرار استخدامها، اختفت البرينميون تدريجيًا من السجلات العامة خلال العصر الإمبراطوري. على الرغم من أن الرجال والنساء قد تلقوا كلمة "برينميونيا"، إلا أن النساء اللائي تم تجاهلهم بشكل متكرر، تم التخلي عنه تدريجياً من قبل العديد من العائلات الرومانية، على الرغم من استمرار استخدامه في بعض العائلات وفي الريف.